# Selena Gomez & the Scene

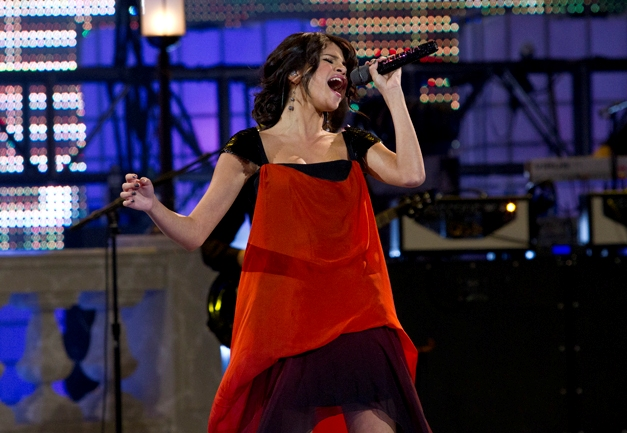
Selena Gomez in 2011

Selena Gomez & the Scene is een Amerikaanse poprockband die werd gevormd in 2008 en bestaat uit Selena Gomez (zangeres), Joey Clement (basgitarist), Greg Garman (drummer) en Dane Forrest (keyboard). In augustus 2008 vertelde Gomez aan Jocelyn Vena van MTV dat ze niet van plan was om een soloartiest te zijn, maar een band zou beginnen. Ze wilde niet alleen maar haar naam gebruiken en vertelde ook dat ze van plan was om de frontzangeres te worden. Later bevestigde ze via Twitter dat de band de naam The Scene zou gaan dragen, als een ironisch grapje naar iedereen die de frontzangeres "wannabe scene" genoemd had. Later werd de naam van de band gewijzigd in Selena Gomez & the Scene vanwege problemen met Hollywood Records.
Op 29 september 2009 verscheen het eerste album, Kiss & tell, waarvan er in de eerste week 66.000 exemplaren werden verkocht. Het album kwam gelijk op nummer 9 in de Amerikaanse Billboard 200 terecht. Het tweede album werd A year without rain en kwam een jaar later uit. De eerste single daarvan werd Round & round, dat in de Vlaamse hitlijsten bleef hangen in de tiplijst. De tweede single werd A year without rain; ook deze bleef hangen in de tiplijst. Op 9 maart 2011 kwam de single Who Says uit. Dit werd de eerste single van het derde album waarvan de titel toen nog bekendgemaakt moest worden.
Op 28 juni 2011 kwam het derde album, When the sun goes down, vervolgens uit, met als tweede single Love you like a love song.

## Discografie

### Albums
- Kiss & Tell Selena Gomez & the Scene
- A Year without Rain Selena Gomez & the Scene
- When the Sun Goes Down Selena Gomez & the Scene

| Album met eventuele hitnotering(en) in de Nederlandse Album Top 100 | Datum van verschijnen | Datum van binnenkomst | Hoogste positie | Aantal weken | Opmerkingen |
| ------------------------------------------------------------------- | --------------------- | --------------------- | --------------- | ------------ | ----------- |
| Kiss & Tell                                                         | 2009                  | 10-04-2010            | 87              | 4            |             |
| A Year Without Rain                                                 | 2010                  | 25-09-2010            | 51              | 2            |             |

| Album met hitnotering(en) in de Vlaamse Ultratop 200 albums | Datum van verschijnen | Datum van binnenkomst | Hoogste positie | Aantal weken | Opmerkingen |
| ----------------------------------------------------------- | --------------------- | --------------------- | --------------- | ------------ | ----------- |
| Kiss & Tell                                                 | 26-03-2010            | 10-04-2010            | 22              | 43           |             |
| A year Without Rain                                         | 17-09-2010            | 25-09-2010            | 11              | 31           |             |
| When the Sun Goes Down                                      | 24-06-2011            | 02-07-2011            | 6               | 49           |             |

### Singles
| Single met hitnotering(en) in de Vlaamse Ultratop 50 | Datum van verschijnen | Datum van binnenkomst | Hoogste positie | Aantal weken | Opmerkingen |
| ---------------------------------------------------- | --------------------- | --------------------- | --------------- | ------------ | ----------- |
| Naturally                                            | 01-03-2010            | 10-04-2010            | 7               | 17           |             |
| Round & round                                        | 05-07-2010            | 26-06-2010            | tip19           | -            |             |
| A year without rain                                  | 11-10-2010            | 23-10-2010            | tip3            | -            |             |
| Who Says                                             | 18-04-2011            | 30-04-2011            | tip8            | -            |             |
| Love you like a love song                            | 20-06-2011            | 30-07-2011            | 15              | 13           |             |
| Hit the lights                                       | 17-10-2011            | 26-11-2011            | tip11           | -            |             |